# Honda Reverta
Gli Honda Reverta (ホンダリヴェルタ?, Honda Riveruta) sono una squadra di softball femminile giapponese con sede a Mooka, Tochigi. Sono membri della East Division della Japan Diamond Softball League (JD.League).

## Storia
I Reverta furono fondati nel 1983 come squadra di softball della Honda Engineering. La squadra è stata trasferita alla Honda nel 2001.
La Japan Diamond Softball League (JD.League) fu fondata nel 2022, e i Reverta si unirono alla nuova lega come membri della East Division.

## Roster attuale
Aggiornato all'aprile 2022.
| Ruolo         | N.         | Nome             | Età        | Altezza             | Batte      | Lancia     | Note                               |
| Giocatrici    | Giocatrici | Giocatrici       | Giocatrici | Giocatrici          | Giocatrici | Giocatrici | Giocatrici                         |
| ------------- | ---------- | ---------------- | ---------- | ------------------- | ---------- | ---------- | ---------------------------------- |
| Lanciatrici   | 3          | Ally Carda       | 32 anni    | 177 cm (5 ft 10 in) | Destro     | Destro     | Giocatrice ai Giochi Olimpici 2020 |
| Lanciatrici   | 17         | Miki Yamaguchi   | 29 anni    | 178 cm (5 ft 10 in) | Destro     | Destro     |                                    |
| Lanciatrici   | 18         | Akane Akizu      | 26 anni    | 178 cm (5 ft 10 in) | Destro     | Destro     |                                    |
| Lanciatrici   | 24         | Jailyn Ford      | 30 anni    | 178 cm (5 ft 10 in) | Destro     | Sinistro   |                                    |
| Ricevitrici   | 25         | Kana Tanamachi   | 28 anni    | 170 cm (5 ft 7 in)  | Destro     | Destro     |                                    |
| Ricevitrici   | 26         | Suzuka Yasuyama  | 26 anni    | 160 cm (5 ft 3 in)  | Destro     | Destro     |                                    |
| Interne       | 1          | Komi Hishitani   | 22 anni    | 157 cm (5 ft 2 in)  | Sinistro   | Destro     |                                    |
| Interne       | 2          | Mana Kimura      | 22 anni    | 167 cm (5 ft 6 in)  | Sinistro   | Destro     |                                    |
| Interne       | 10         | Yuri Hasegawa    | 31 anni    | 152 cm (4 ft 12 in) | Destro     | Destro     |                                    |
| Interne       | 11         | Mayu Okawa       | 24 anni    | 167 cm (5 ft 6 in)  | Sinistro   | Destro     |                                    |
| Interne       | 14         | Mizuki Watanabe  | 26 anni    | 167 cm (5 ft 6 in)  | Sinistro   | Destro     |                                    |
| Interne       | 21         | Manami Matsuda   | 30 anni    | 156 cm (5 ft 1 in)  | Destro     | Destro     |                                    |
| Esterne       | 6          | Maino Kasuya     | 30 anni    | 167 cm (5 ft 6 in)  | Destro     | Destro     |                                    |
| Esterne       | 9          | Ayumi Shimomura  | 26 anni    | 162 cm (5 ft 4 in)  | Sinistro   | Destro     |                                    |
| Esterne       | 23         | Manami Daikuya   | 33 anni    | 167 cm (5 ft 6 in)  | Destro     | Destro     |                                    |
| Esterne       | 28         | Hotaru Tsukamoto | 25 anni    | 164 cm (5 ft 5 in)  | Sinistro   | Destro     |                                    |
| Staff tecnico |            |                  |            |                     |            |            |                                    |
| Manager       | 30         | Mai Onishi       | 41 anni    | -                   | -          | -          |                                    |
| Coach         | 31         | Kazuhide Kato    | 35 anni    | -                   | -          | -          |                                    |